# Мещёра (Рождественское сельское поселение)
Мещёра — деревня в Собинском районе Владимирской области России, входит в состав Рождественского сельского поселения.

## География
Деревня расположена в 4 км на северо-восток от центра поселения села Рождествено и в 32 км на север от райцентра города Собинка.

## История
Сельцо Мещерка в жалованной грамоте Иоанна Васильевича митрополиту Московскому Симону 1504 года упоминается селом. 
В конце XIX — начале XX века деревня входила в состав Стопинской волости Владимирского уезда, с 1926 года — в Черкутинской волости. В 1859 году в деревне числилось 26 дворов, в 1905 году — 63 двора, в 1926 году — 77 хозяйств.
С 1929 года деревня являлась центром Мещерского сельсовета Ставровского района, с 1932 года — в составе Ельтесуновского сельсовета Небыловского района, с 1945 года — в составе Ставровского района, с 1965 года — в составе Рождественского сельсовета, с 1965 года — в составе Собинского района, с 2005 года — в составе Рождественского сельского поселения.

## Население
| 1859 | 1905 | 1926 | 2002 | 2010 | 2021 |
| ---- | ---- | ---- | ---- | ---- | ---- |
| 306  | ↗359 | ↗385 | ↘7   | ↘0   | ↗11  |